# 織田一之
織田 一之（おだ かずゆき）は、江戸時代前期の旗本。通称は左助、藤十郎。

## 生涯
旗本織田高重の長男として誕生した。生母は能勢頼次の四女。
寛文元年（1661年）12月10日、家督を相続する。寄合に所属する。貞享4年（1687年）7月10日に隠居し、長男の信門に家督を譲る。以後、淡水と号する。
元禄8年（1695年）6月12日、死去。享年60。墓地は深川の要津寺にある。

## 系譜
子女は2男。
- 父：織田高重
- 母：能勢頼次の四女
- 正室：織田高長の五女 - 離縁
  - 長男：織田信門
- 生母不明の子女
  - 次男：織田高元